# Михаил Ореус
Михаил Фьодорович Оруес (на руски: Михаил Фёдорович Ореус) е руски офицер, генерал от артилерията. Участник в Руско-турската
война (1877-1878).

## Биография
Михаил Ореус е роден на 2 май 1843 г. в Русия в лютерантско дворянско семейство. Ориентира се към военното поприще. Завършва Пажеския корпус. Произведен е в първо офицерска звание прапоршчик с назначение в лейбгвардейския Конно-гренадирски полк (1861). Завършва Михайловската артилерийска академия (1864). Служи като офицер за особени поръчения при великия княз Николай Николаевич (1871).
Участва във войната против Хивинското ханство и Туркестанския поход (1973-1874). Командир на 1-ва батарея от 5-а Конно-артилерийска бригада. За отличие е повишен във военно звание капитан.
Участва в Руско-турската война (1877-1878). Назначен е за командир на 16-а Конна батарея. Включена е в състава на Предния отряд с командир генерал-лейтенант Йосиф Гурко. Бие се храбро при превземането на Търново. Награден е със златно оръжие „За храброст“. Проявява се в битката при Казанлък, боя при Джуранли, битката при Нова Загора и боевете при Стара Загора. Награден е с орден „Свети Георги“ IV ст.
След придаването на батареята в подчинение на Западния отряд участва в битката при Горни Дъбник.
През заключителния период на войната батареята е в състава на Западния отряд (Гурко). Отличава се в освобождаването на Етрополе, овладядането Арабаконашкия проход и освобождението на Пловдив. Повишен е във военно звание полковник и назначен за флигел-адютант. Полковник Михаил Ореус е сред тези артилерийски офицери, които преминават през най-опасните и трудни пътища на войната.
След войната е командир на лейбгвардейския Улански полк (1883). Повишен е във военно звание генерал-майор от 1888 г. Командир на лейбгвардейската Конно-артилерийска бригада (1889). Повишен е във военно звание генерал-лейтенант с назначение за началник на артилерията на Гренадирския корпус (1896). Командир на 16-и Армейски корпус и на Гренадирския корпус (1903, 1904). Повишен е във военно звание генерал от артилерията от 1906 г. Член на Александровския комитет на ранените войни (1906-1917). Награден с висшия военен Орден „Свети Александър Невски“ (1909).